# Krzysztof Szymański (ur. 1990)
Krzysztof Szymański (ur. 21 czerwca 1990 w Gdańsku) – polski polityk, poseł na Sejm X kadencji (od 2024).

## Życiorys
Ukończył elektrotechnikę na Akademii Morskiej w Gdyni (2015) oraz studia podyplomowe z zakresu zarządzania projektami w Wyższej Szkole Administracji i Biznesu w Gdyni. Pracował jako oficer elektroautomatyk we flocie handlowej. Zajął się prowadzeniem własnej działalności gospodarczej w sektorze doradztwa biznesowego, zarządzania projektami i projektowania w zakresie elektroautomatyki okrętowej.
Dołączył do Młodzieży Wszechpolskiej oraz do Ruchu Narodowego, został członkiem zarządu tej organizacji. W 2018 bez powodzenia kandydował do Sejmiku Województwa Pomorskiego. W wyborach parlamentarnych w 2023 bezskutecznie startował do Sejmu z listy Konfederacji w okręgu gdyńskim, otrzymał wówczas 6379 głosów. W wyborach samorządowych w 2024 ponownie bez powodzenia ubiegał się o mandat radnego województwa. W wyborach do Parlamentu Europejskiego w tym samym roku bezskutecznie kandydował na europosła w okręgu nr 1.
26 czerwca 2024 objął mandat posła X kadencji, zastępując Stanisława Tyszkę. Został zastępcą przewodniczącego Komisji Gospodarki Morskiej i Żeglugi Śródlądowej.

## Wyniki wyborcze
| Wybory | Komitet wyborczy                        | Komitet wyborczy                            | Organ                                      | Okręg        | Wynik        |
| ------ | --------------------------------------- | ------------------------------------------- | ------------------------------------------ | ------------ | ------------ |
| 2018   |                                         | Ruch Narodowy                               | Sejmik Województwa Pomorskiego VI kadencji | nr 1         | 1954 (1,10%) |
| 2023   |                                         | Konfederacja Wolność i Niepodległość        | Sejm X kadencji                            | nr 26        | 6379 (0,93%) |
| 2024   | Konfederacja i Bezpartyjni Samorządowcy | Sejmik Województwa Pomorskiego VII kadencji | nr 4                                       | 6674 (3,83%) |              |
| 2024   | Konfederacja Wolność i Niepodległość    | Parlament Europejski X kadencji             | nr 1                                       | 7872 (1,06%) |              |

## Życie prywatne
Jest żonaty z Martą, ma dwie córki – Julię i Helenę.